# (10176) Gaiavettori
(10176) Gaiavettori est un astéroïde de la ceinture principale.

## Description
(10176) Gaiavettori est un astéroïde de la ceinture principale. Il fut découvert le 14 février 1996 à Cima Ekar par Maura Tombelli et Ulisse Munari. Il présente une orbite caractérisée par un demi-grand axe de 2,22 UA, une excentricité de 0,21 et une inclinaison de 5,7° par rapport à l'écliptique.

## Compléments